# Stop! (singolo Sam Brown)
Stop! è un singolo della cantautrice inglese Sam Brown, pubblicato nel 1988 ed estratto dall'album omonimo.

## Tracce
- CD Singolo (UK)

1. Stop! (edit)
2. Blue Soldier

- 7" (UK)

1. Stop! (edit)
2. Blue Soldier

- 12" (UK)

1. Stop! (album version)
2. Poor Frank
3. Blue Soldier
4. Bones

## Cover
Nel 1999, l'allora sedicenne cantante polacca Edyta Górniak ha cantato Stop! in un programma televisivo e ha inserito la sua versione nell'album dal vivo Live '99.
Nel 2004 una cover del brano è stata realizzata dalla cantante britannica Jamelia per la colonna sonora del film Che pasticcio, Bridget Jones!.
Hanno interpretato la canzone, tra gli altri, anche la norvegese Ane Brun (dall'album Duets del 2005) e lo statunitense Joe Bonamassa (dall'album The Ballad of John Henry del 2009).